# Hansjörg Hofer
Hansjörg Hofer (ur. 14 kwietnia 1952 w Stumm im Zillertal) – austriacki duchowny rzymskokatolicki, biskup pomocniczy Salzburga od 2017.

## Życiorys
Święcenia kapłańskie otrzymał 29 czerwca 1976 i został inkardynowany do archidiecezji Salzburga. Był m.in. sekretarzem arcybiskupim, proboszczem w Mittersill, kanclerzem kurii oraz wikariuszem generalnym archidiecezji.
31 maja 2017 papież Franciszek mianował go biskupem pomocniczym archidiecezji salzburskiej, ze stolicą tytularną Abziri. Sakry udzielił mu 9 lipca 2017 arcybiskup Franz Lackner.